# Нитрид селена
Нитрид селена — бинарное неорганическое соединение
селена и азота
с формулой Se4N4,
оранжево-жёлтые кристаллы,
не растворяется в воде,
взрывоопасен.

## Получение
- Реакция тетрахлорида селена и сухого аммиака в бензоле:

{\displaystyle {\mathsf {12SeCl_{4}+48NH_{3}\ {\xrightarrow {}}\ 3Se_{4}N_{4}+48NH_{4}Cl+2N_{2}\uparrow }}}

## Физические свойства
Нитрид селена образует оранжево-жёлтое аморфное вещество, которое легко разлагается при ударе или нагревании.
При длительном хранении под слоем бензола переходит в кристаллическую форму.
Нитрид селена образует оранжево-жёлтые кристаллы про структуру которых есть разнообразные данные:
- моноклинная сингония, пространственная группа P 21/c или C 2/c, параметры ячейки a = 0,965 нм, b = 0,973 нм, c = 0,647 нм, β = 104,9°, Z = 4;
- триклинная сингония, пространственная группа P 1, параметры ячейки a = 0,647 нм, b = 0,685 нм, c = 0,685 нм, α = 99,5°, β = 104,4°, γ = 104,4°, Z = 2.

Не растворяется в холодной воде, медленно разлагается в горячей воде.

## Химические свойства
- Разлагается при ударе или нагревании:

{\displaystyle {\mathsf {Se_{4}N_{4}\ {\xrightarrow {200-230^{o}C}}\ 4Se+2N_{2}\uparrow }}}